# 布耶-库尔多
布耶-库尔多（法語：Bouillé-Courdault，法語發音：[buje kuʁdo]）是法国卢瓦尔河地区大区旺代省的一个市镇，属于丰特奈勒孔特区。该市镇于1827年由原市镇布耶（Bouillé）和库尔多（Courdault）合并而成。

## 地理
布耶-库尔多（46°23'26"N, 0°41'20"W）面积9.73 平方千米，位于法国卢瓦尔河地区大区旺代省，该省份为法国西部沿海省份，北起大西洋卢瓦尔省和曼恩-卢瓦尔省，西临大西洋，南至滨海夏朗德省，东部及东南部与德塞夫勒省接壤。
与布耶-库尔多接壤的市镇（或旧市镇、城区）包括：伯内、利耶、旧圣皮埃尔、里沃多蒂兹。

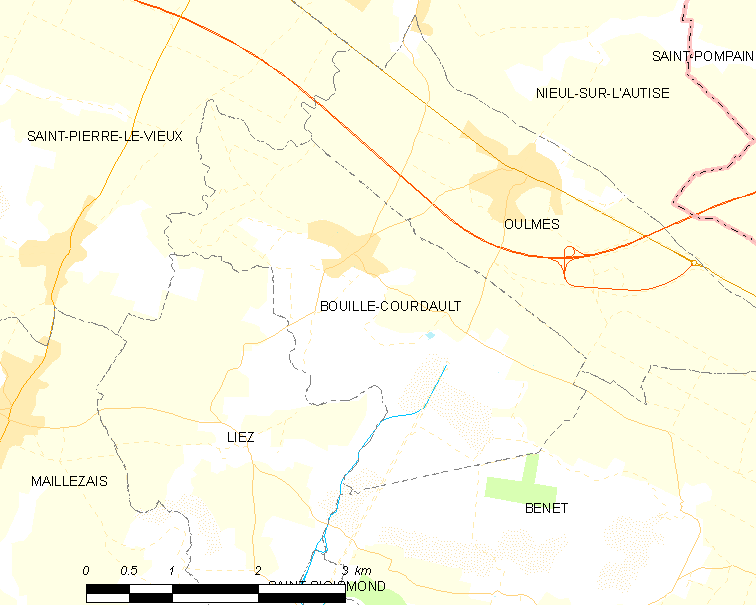
布耶-库尔多的OSM定位图

布耶-库尔多的时区为UTC+01:00、UTC+02:00（夏令时）。

## 行政
布耶-库尔多的邮政编码为85420，INSEE市镇编码为85028。

## 政治
布耶-库尔多所属的省级选区为丰特奈勒孔特县。

## 人口

1962-2008年间布耶-库尔多人口变化图示

布耶-库尔多于2022年1月1日时的人口数量为595人。